# ذراع آل سعيد (يافع)

تعديل مصدري - تعديل

ذراع آل سعيــد هي إحدى قرى عزلة لبعوس بمديرية يافع التابعة لمحافظة لحج، بلغ تعداد سكانها 143 نسمة حسب تعداد اليمن لعام 2004.